# LOST RARITIES
『LOST RARITIES』(ロスト・レアリティーズ)はL⇔Rの3枚目のオリジナルアルバム。

## 概要
- デビューアルバム『L』に新曲と未発表曲を追加した企画盤。各曲終了後にラジオ放送さながらの音声パートが含まれているため、『L』や1stアルバム『Lefty in the Right』に収録されていた従来のバージョンに比べて曲の時間が長くなっている。
- 新曲である3rdシングル「恋のタンブリングダウン/君に虹が降りた」と同時発売された。

## 収録曲
1. RADIO L⇔R (0:29)
作詞:黒沢健一、作曲:黒沢健一
  - 未発表曲。デビュー時期に業界関係者に配布された「9 STORIES OF L⇔R」に収録されている「HAVING SHOTS AT JINGLES」からカットされた音源。
2. TUMBLING DOWN 恋のタンブリングダウン (4:53)
作詞:黒沢健一、作曲:黒沢秀樹
  - 新曲。3rdシングル（両A面）
3. BYE BYE POPSICLE 一度だけのNo.1 (3:45)
作詞:黒沢健一・黒沢秀樹、作曲:黒沢健一・黒沢秀樹
  - 1stシングル。ミニアルバム『L』収録のバージョン。
4. LOVE IS REAL? 想像の産物 (4:19)
作詞:黒沢健一、作曲:黒沢健一
  - ミニアルバム『L』収録
5. PACKAGE... I missed my natural (3:40)
作詞:黒沢秀樹、作曲:黒沢健一
  - ミニアルバム『L』収録
6. A GO GO (4:32)
作詞:黒沢健一、作曲:黒沢健一
  - ミニアルバム『L』収録
7. NORTHTOWN CHRISTMAS (7:06)
作詞:黒沢健一、作曲:黒沢健一
  - ミニアルバム『L』収録
8. RAINDROP TRACES 君に虹が降りた (4:19)
作詞:黒沢健一、作曲:黒沢健一
  - 新曲。3rdシングル（両A面）
9. I LOVE TO JAM (1:28)
作詞:BRYAN BURTON-LEWIS、作曲:黒沢健一
  - 未発表曲
10. BYE BYE POPSICLE:CRUSIN'MIX (3:38)
作詞:黒沢健一・黒沢秀樹、作曲:黒沢健一・黒沢秀樹
  - 未発表バージョン
11. NORTHTOWN CHRISTMAS:MONO MIX (6:24)
作詞:黒沢健一、作曲:黒沢健一
  - 未発表バージョン

## クレジット
1. Produced by Daiji Okai for Double Dare Company.
2. 全録音とミックス:HIDEO NISHI
3. orchestration and additional arrangements by
遠山裕(Y.T.M)
岡井大二
4. sax
Yoshiyuki Kawaguchi
5. all jingled by
BRIAN PECK
遠山裕
L⇔R